# 왕지춘 (청나라)

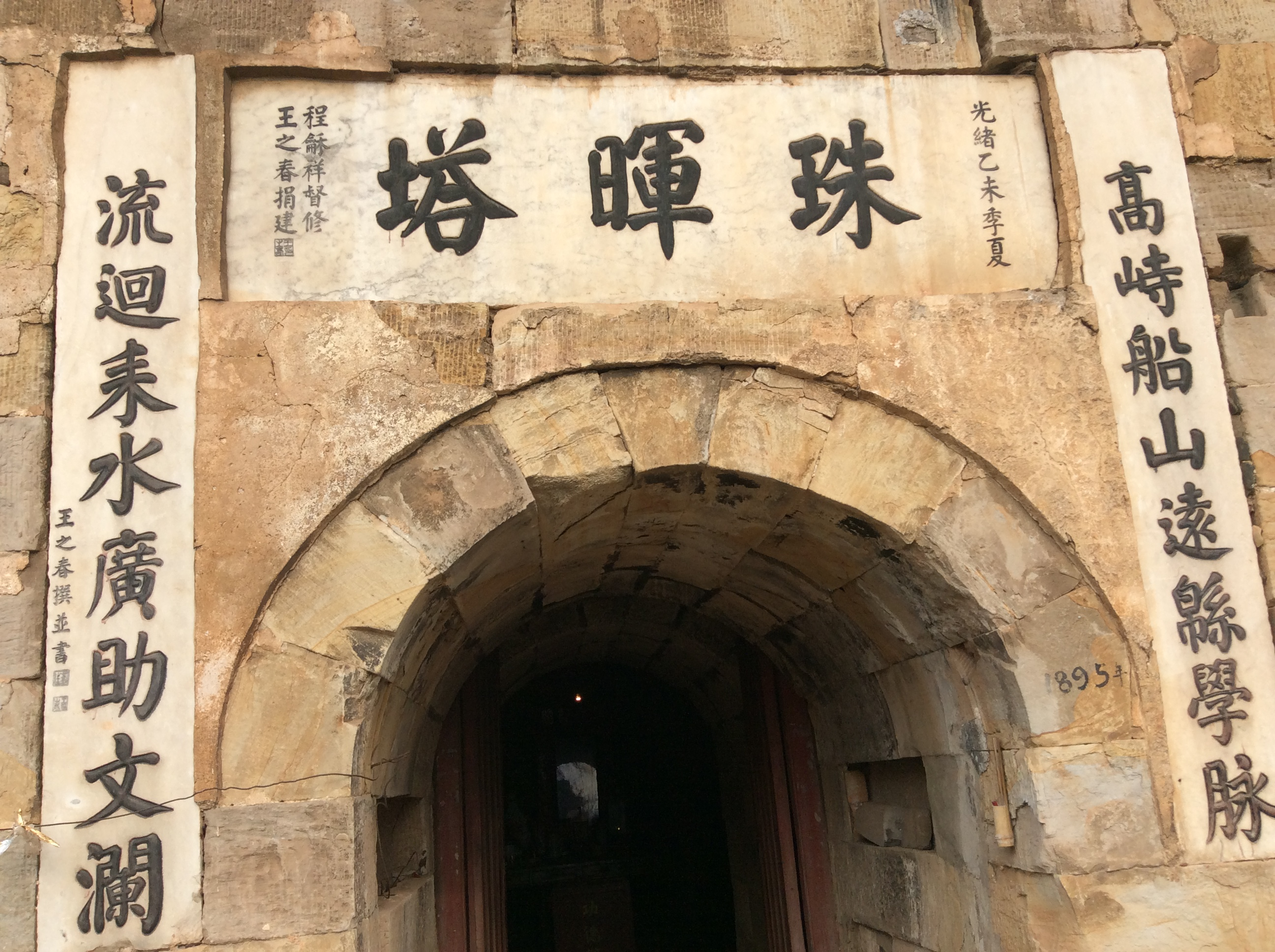
주휘탑(珠暉塔) 왕지춘이 쓴 편액(匾額)과 대련(對聯)

왕지춘(王之春, 1842-1906)은 자(字)는 작당(爵棠) 혹은 작당(芍棠), 호(號)는 초생(椒生)이며 자칭 작당거사(芍唐居士)라 하였다. 호남성(湖南省) 청천(淸泉, 오늘날 호남성 형남현衡南縣) 출신의 청대(淸代) 정치인물이다.

## 생애

### 초기 관력
왕지춘은 명말청초(明末淸初) 사상가 왕부지(王夫之)의 7세 족손(族孫) 출신 문동(文童)이다. 과거에서 떨어진 후 붓을 던지고 전쟁에 나아가, 문인으로서 무예를 겸하는(文人兼武事) 인재가 되었다. 이후 왕지춘은 팽옥린(彭玉麟), 증국번(曾國藩), 이홍장(李鴻章), 좌종당(左宗棠)을 따라 군무를 담당하였고, 광서(廣西), 직례(直隷), 섬서(陝西), 강소(江蘇) 등지를 전전하며 전투에 참가하였다. 1863년 팽옥린의 막하(幕下)에 들어갔으며, 1870년에는 이홍장의 막하에 들어갔다. 후에 군공을 여러 번 세운 공으로 도원(道員)으로 추천되었다. 1876년, 양강총독(兩江總督) 심보정(沈葆楨)의 위임을 받아 양강의 영무(營務)를 맡았다. 1879년, 일본이 공식적으로 류큐(琉球)를 합병하고 중국 동남 연해를 위협하자, 왕지춘은 남양대신(南洋大臣)이자 양강총독이었던 심보정의 명령을 받고 일본에 가서 정탐활동을 펼쳤다. 1879년 12월 4일, 상해(上海) 오송구(吳淞口)에서 출발, 일본 나가사키(長崎), 고베(神戶), 오사카(大阪), 요코하마(橫滨), 도쿄(東京) 등을 거쳐갔고, 1880년 1울 5일 상해에 도착하였다. 일본에서 귀구한 후, 왕지춘은 조정을 향하여 '만언의 서를 올리고 이(夷)에 관한 업무를 진술하며, 정예군을 데리고 중산(中山, 류큐 왕국을 구성하는 세 나라인 산남山南, 산북山北, 중산 가운데 중심 왕국이었던 중산, 후에 중산의 상씨尙氏 왕조가 류큐제도를 통일하고 류큐 왕국을 수립, 이로써 중산은 류큐의 별명이 됨)을 회복하는 것을 간청하였다(上萬言書, 陳夷務, 自請帶銳師歸復中山)'고 한다. 그러나 중국과 러시아가 관련된 이리(伊犁) 담판이 미정된 상태였기에 청조는 일본을 돌아볼 겨를이 없어 이 요청은 주목을 받지 못하였다.

### 외교사신
1884년, 왕지춘은 광동뇌경도(廣東雷瓊道)를 대리하였다. 임기 중에 청불전쟁에 참전하였다. 전쟁 후 왕지춘은 중국과 프랑스의 안남(安南, 베트남) 경계를 긋는 담판에 참여하였다. 담판 중에 왕지춘은 외교적 재능을 발휘하여 양광총독(兩廣總督) 장지동(張之洞)의 신임을 받았고 조정의 신임도 얻었다. 이후 왕지춘은 광동독량도(廣東督糧道), 광동고렴도(廣東高廉道), 절강안찰사(浙江按察使), 광동안찰사(廣東按察使), 광동포정사(廣東布政使) 등의 관직을 역임하였다.
1894년, 러시아 차르 알렉산드르 3세(Александр III)가 병사하자 황태자 니콜라이 2세(Николай II)가 즉위하였다. 이때 청일전쟁이 발발하여 청은 러시아와 연합하여 일본에 맞섰고, 광서 20년(1894) 겨울, 호북포정사(湖北布政使) 왕지춘은 황명에 따라 조문 및 즉위 경하 사신으로 러시아에 파견되었고, '전사로서 국서를 들고 러시아 군주의 즉위를 경하하고(爲專使, 齎國書, 致賀俄君加冕事), '러시아가 힘써 강화를 도월 것을 간청(設法懇俄力助和局)'하였다. 러시아 체류 중 왕지춘은 러시아 군주와 신하들과 교류하면서 서로 훈장을 주면서 '러시아 군주는 우정이 진지하다(俄主情誼眞摯)'고 인식하였고, 마침내 러시아와 연합한다는 구상을 내었다. 당시 청일전쟁에서 청이 패하면서 시모노세키조약(下關條約)을 체결하게 되었으나, 조야에서는 조약을 폐기할 것을 요구하였다. 왕지춘은 귀국 도중 프랑스로 방향을 바꾸었고, '프랑스 외무부와 대만을 보호하는 방법에 관한 일을 논의하여(與法外部密商保臺辦法事)' 프랑스가 대만에 간섭하여 대만이 일본에 할양되는 것을 막고자 하였으나, 아무런 소득이 없이 귀국하였다. 귀국 이후 왕지춘은 신정8조(新政八條)를 상주하였으나 일부만이 받아들여졌다.1898년, 사천포정사(四川布政使) 왕지춘은 사천(四川) 여동신(余棟臣)의 기의를 진압하였고 중경(重慶)의 대족교안(大足敎案)의 배상 담판에도 참여하였다.

### 의화단운동 시기
1900년 봄과 여름, 의화단운동(義和團運動)이 발발하면서, 중국 동남 지역 성(省)의 독무(督撫)들이 대부분 의화단운동이 자신의 관할로까지 확대되는 것을 바라지 않았고, 안휘순무(安徽巡撫) 왕지춘은 여러 번 상주하여 청조가 신속히 의화단을 해산하여 외적의 침입을 막을 것을 요청하였다. 1900년 6월 21일, 서태후가 '대외선전조서(對外宣戰詔書)'를 하달하였다. 왕지춘은 대책을 건의하여 영국과 프랑스와 연합하여 타국을 견제하고 청조와 각국의 전투 태세를 만회하자고 주장하였지만, 서태후는 받아들이지 않았다. 1900년 6월 26일, 상해도원(上海道員) 여련원(余聯沅)과 각국 상해 주재 영사들이 회의를 열고 동남보호약관(東南保護約款) 9개조와 보호상해성상내외장정(保護上海城厢內外章程) 10개조를 의정하였고, 왕지춘이 파견한 안휘 대표는 이때 회의에 참석하고 현장에서 협정에 체결하였다. 이로 인하여 왕지춘은 가장 먼저 동남호보(東南互保)에 참가한 독무 중 하나가 되었다. 동남호보의 발기인은 장지동이었고, 왕지춘은 장지동 막하에서 몇 년 일하였기에 두 사람은 의화단운동 발발 초기에 이미 자주 전보를 통하여 연락하고 있었다.

### 신정 시기
1901년 1월 29일, 자희태후(慈禧太后, 서태후)가 서안(西安)에서 칙유를 반포하여 신정(新政)을 예비 실행한다고 선포하였다. 왕지춘은 '부진정요대강사조(復陳政要大綱四條)'에서 신정은 과거학교(科擧學校), 재정, 군제, 외교 네 방면 문제를 해결하는데 중점을 둬야 한다고 주장하였다. 1901년 4월, 청조는 일련의 '신정' 조치를 반포, 왕지춘은 안휘성(安徽省)의 구실학당(求實學堂)을 증축하여 안휘성 최초의 근대 대학인 안휘대학당(安徽大學堂)을 세웠다. 또한 왕지춘은 안휘성 최초 경찰 기구인 무호상부순경국(蕪湖商埠巡警局)을 세우고 순경(巡警) 300명을 선발하였다.
광서(光緖) 28년 5월 28일(양력 1902년 7월 3일), 왕지춘은 안휘순무(安徽巡撫)에서 광서순무(廣西巡撫)로 조발되었다. 광서 29년 윤5월 13일(양력 1903년 7월 7일), 혁직되었다. 광서 28년(1902), 광서 각지에서 비밀결사들의 봉기인 회당기의(會黨起義)가 대규모로 발생하자, 청조는 왕지춘에게 명령하여 기한 내에 초토할 것을 지시하였다. 1903년 4월 24일, 일본의 한 신문에서는 광서순무 왕지춘이 광서의 회당기의를 진압하면서 베트남에 주둔한 프랑스의 원조를 요청하고 프랑스 형달리양행(亨達利洋行)에게 차관을 받으면서 광서성 전체의 철도와 광산을 저당으로 잡혔다는 기사가 실렸다. 이로 인해 중국 내에서 '거법징왕(拒法懲王, 프랑스에 대항하고 왕지춘을 징벌하자)'는 거법운동(拒法運動)이 일어났고, 얼마 후 왕지춘은 혁직되었다. 이후 광서 철도 및 광산이 프랑스에게 저당 잡혔다는 것은 소문으로 밝혀졌지만, 왕지춘은 이로 인하여 '매국적(賣國賊)'으로 몰렸다. 실제로 왕지춘은 프랑스군의 광서 출병 요구를 극력 반대하였고 오히려 이를 경계하였다.
혁직 후, 왕지춘과 왕선겸(王先謙), 용담림(龍湛霖), 풍석인(馮錫仁) 등 호남(湖南)의 신사(紳士)들은 호남 장사(長沙)에서 '미약(美約)'을 폐지하고 월한철로(粤漢鐵路)의 노선권을 회복하자는 운동을 일으켰다.

### 피격 미수
1904년 2월부터 1905년 9월까지 러일전쟁 기간 동안, 왕지춘은 상해에 가서 상해 주재 러시아 외교관과 자주 연락하였다. 혁명당(革命黨) 인사는 왕지춘을 '연아파(聯俄派, 러시아와 연합하자는 주장을 하는 세력)' 대표로 보았고, '매일 러시아 군관과 영사를 만난다(日日會晤俄兵官·俄領事)'고 말하였다.광서 30년 10월 13일(1904년 11월 19일), 혁명당원 만복화(萬福華)는 상해영조계(上海英租界) 금곡향채관(金谷香菜館)에서 왕지춘을 찔러 살해하려고 하였지만 미수에 그쳤고 왕지춘은 살아남았다. 만복화 체포 후, 장사쇠(章士釗)와 황흥(黃興) 등이 연루되어 투옥되었다. 이 사건은 큰 파문을 일으켰다. 이후 왕지춘의 정치 인생은 끝이 났다.
광서 32년(1906), 왕지춘은 병사하였다. 청조는 광록대부건위장군(光祿大夫建威將軍)의 관직을 추수(追授)하였다.

## 저서
- 『담영록(談瀛錄)』
- 『사아초(使俄草)』
- 『왕대중승초생주의(王大中丞椒生奏議)』, 星沙通俗報館刊, 光緒三十年刻本.
- 『초생수필(椒生隨筆)』
- 『국조유원기(國朝柔遠記)』
- 『방해기략(防海紀略)』[3]

## 가족
왕지춘은 적어도 손자 1명이 있는 것으로 보인다.
『형양일보(衡陽日報)』에서는 형양 상강(湘江) 동안에 거주하는 옛 망족(望族)을 취재하여 '站在江东码头听一段老公馆的轶事'라는 기사를 쓴 적이 있다. 형양 토박이 왕지강(王之康)의 아내는 당시 요공관(廖公館) 요가(廖家)의 외손녀였는데, 이들의 기억에 의하면 왕지강의 아내와 왕지춘의 손자가 양정소학(養正小學, 양가사당楊家祠堂)에서 공부하였는데, 집안 환경이 좋은 왕지춘의 손자는 사람을 고용하여 업혀서 등교하였다고 한다.

## 참고문헌
1. 1 2 3 4 5 6 7  孔祥吉、村田雄二郎，日本机密档案中的白云观与高道士，福建论坛(人文社会科学版)2011年01期
2. ↑  《近代衡阳船山学研究概述》，黃耀武，1995年第2期，P.75，《船山學刊》季刊
3. 1 2 3 4 5 6 7 8 9 10 11 12 13  赵春晨，王之春和他的“国朝柔远记”，汕头大学学报1986年第1期
4. ↑  广西地方志. “《广西通志 政府志 第一篇 晚清广西省政府及农民政权 第一章 政府机构》”. 《广西地方志》. 2013년 10월 14일에 원본 문서에서 보존된 문서. 2013년 1월 18일에 확인함.
5. 1 2  何, 芬 (2014年4月27日). “站在江东码头听一段老公馆的轶事”. 《衡阳日报》.

| 공직              | 공직                    | 공직             |
| ----------------- | ----------------------- | ---------------- |
| 이전 {{{before}}} | {{{title}}} {{{years}}} | 이후 {{{after}}} |